# خطمي قرمزي

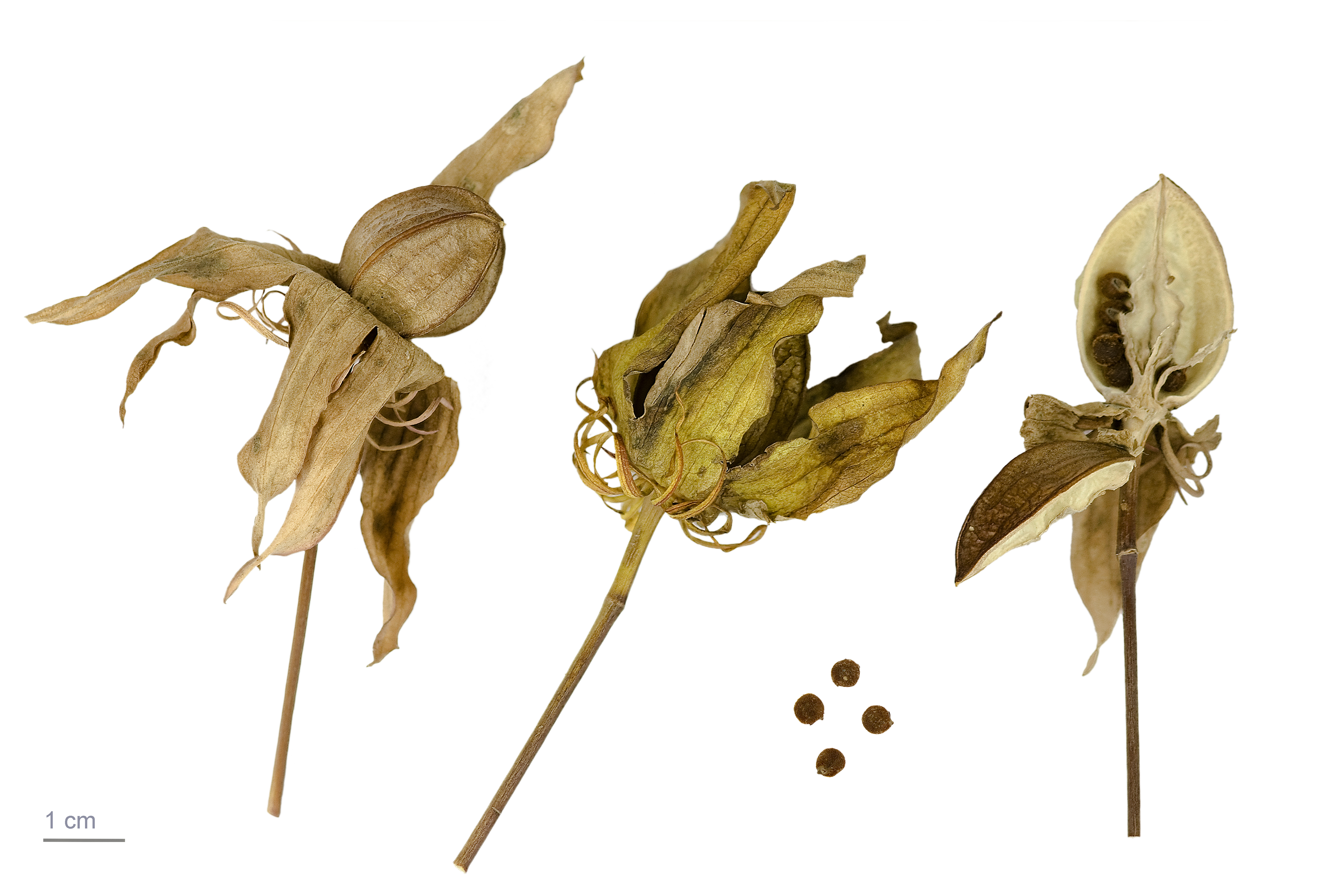
Hibiscus coccineus

الخطمي القرمزي نوع نباتي شجيري يتبع جنس الخطمي.

## الوصف النباتي
زهرته قرمزية يزرع للزينة.